# Дієцезія Ніцци

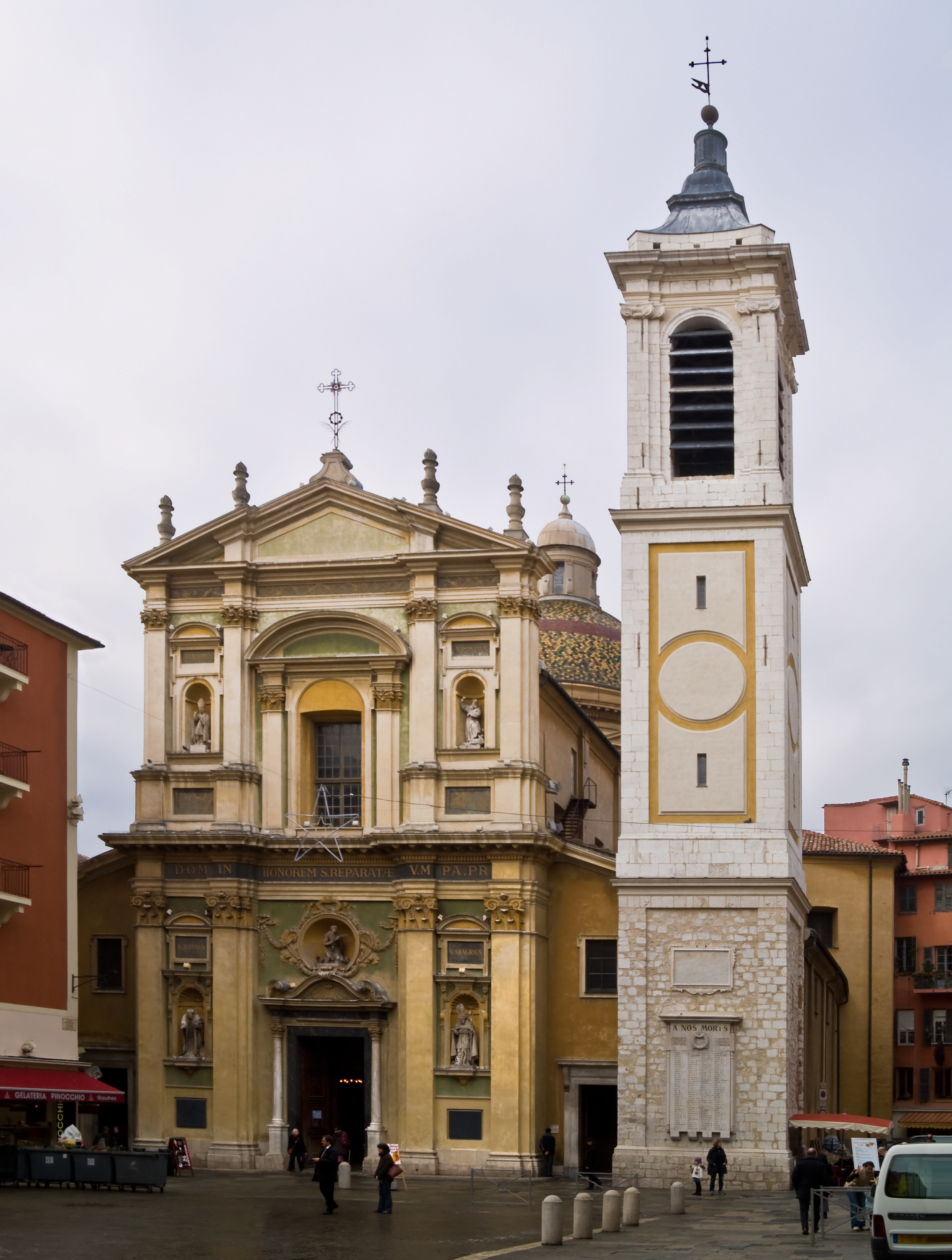
Собор святої Репарати, Ніцца

Дієцезія Ніцци (лат. Dioecesis Nicensis, фр. Diocèse de Nice) — католицька дієцезія під Франції. Територія архідієцезії поширюється на департамент Приморські Альпи. архідієцезія суфраганом по відношенню до митрополії Марселя. Центр дієцезії - місто Ніцца.

## Історія
Дієцезія у Ніцци заснована в III столітті. Християнське передання говорить про проповіді в Ніцці Святого Варнави, супутника апостола Павла. Першим єпископом Ніцци традиція вважає св. Басса, замученого під час гонінь на християн імператора Деція. У 314 році делегати від єпископа Ніцци були присутні на Арльському соборі. У 381 році на аквілейському соборі був присутній єпископ Ніцци Амант.
У 1801 році кілька дрібних дієцезій регіону були скасовані, їх територія приєднана до дієцезії Ніцци, а сама дієцезія Ніцци була підпорядкована архідієцезії Екс-ан-Провансу. 16 грудня 2002 року  у зв'язку з втратою архідієцезією Екса статусу митрополії, дієцезія Ніцци перепідпорядкована митрополії Марселя.

## Сучасність
Згідно зі статистикою на 2004 рік в дієцезії Ніцци 128 парафій, 285 священиків, 172 ченця (у тому числі 78 ієромонахів), 381 черниця і 29 постійних дияконів. Число вірних - 750 тисяч осіб (близько 74% загального населення дієцезії). Кафедральний собор архідієцезії - Собор Святої Репарати, освячений на честь покровительки міста Святої Репарати.